# Бронзино
Бронзино (итал. Il Bronzino), настоящее имя Аньоло ди Козимо ди Мариано (итал.  Agnolo di Cosimo di Mariano; 17 ноября 1503, Флоренция, Тоскана, — 23 ноября 1572 (по другим данным 23 ноября 1563), Флоренция) — итальянский живописец периода маньеризма флорентийской школы. Придворный художник великого герцога Тосканы Козимо I Медичи, он был одним из самых утончённых живописцев-портретистов раннего флорентийского маньеризма. Его прозвание «Бронзино», возможно, связано с его относительно тёмной кожей или рыжеватыми волосами.

## Биография
Аньоло ди Козимо ди Мариано родился во Флоренции в 1503 году в небогатой семье мясника. Сначала учился у Рафаэллино дель Гарбо, а около 1515 года начал работать в мастерской Якопо Понтормо.
Вместе с Понтормо между 1523 и 1525 годами Бронзино расписывал фресками чертозу (картезианский монастырь) в Галуццо, затем работал над украшениями капеллы Каппони в церкви Санта-Феличита, виллы Медичи в Кареджи и виллы Кастелло в окрестностях Флоренции. С 1525 по 1535 годы под влиянием своего учителя создал несколько картин на религиозные и мифологические сюжеты в стиле маньеризма. Над некоторыми картинами Понтормо и Бронзино работали совместно, поэтому точно определить их авторство сложно.
В 1530 году Бронзино стал придворным художником герцога Урбинского Франческо Мария делла Ровере. Бронзино участвовал в оформлении росписями религиозного и мифологического содержания виллы Империале в Пезаро. Для Гвидобальдо II делла Ровере Бронзино написал картину «Состязание Аполлона и Марсия» и в 1532 году портрет герцога, с которого начался его успех как портретиста.
Самый выгодный заказ художник получил в 1539 году в связи с реконструкцией и оформлением Палаццо Веккьо после женитьбы великого герцога Козимо I Медичи на Элеоноре Толедской. По этому случаю между 1540 и 1545 годами Бронзино было поручено украсить свод и стены капеллы Элеоноры Толедской сценами Сотворения мира и ликами святых.
Бронзино был образованным и начитанным человеком, он хорошо знал труды своих великих соотечественников-гуманистов Данте Алигьери и Петрарки. Он писал стихи и с 1541 года был членом Флорентийской академии. В 1548 году он отправился в Рим, а после смерти Понтормо в 1557 году отвечал за завершение фресок в хоре церкви Сан-Лоренцо во Флоренции.
В 1561 году Бронзино вместе с Джорджо Вазари и Бартоломео Амманати принял участие в основании «Академии рисунка» (Accademia del Disegno) при поддержке великого герцога Тосканы Козимо I. Это была первая художественная академия Нового Времени в Европе.
Он умер 23 ноября 1572 года в доме своего племянника и ученика Алессандро Аллори и был похоронен в церкви Сан-Кристофоро-дельи-Адимари. По-видимому, у Бронзино были романтические отношения сначала с Понтормо, а затем с Алессандро Аллори, который иногда называл себя Алессандро Бронзино, поскольку Бронзино приходился ему дядей. Они жили вместе до тех пор, пока смерть их не разлучила. Любовь к Понтормо и Аллори является темой некоторых стихов Бронзино
Похороны Бронзино были скромными. В эпитафии на его могиле есть такие слова: «Не умирает тот, кто живёт, как жил Бронзино…».

## Придворный художник Медичи

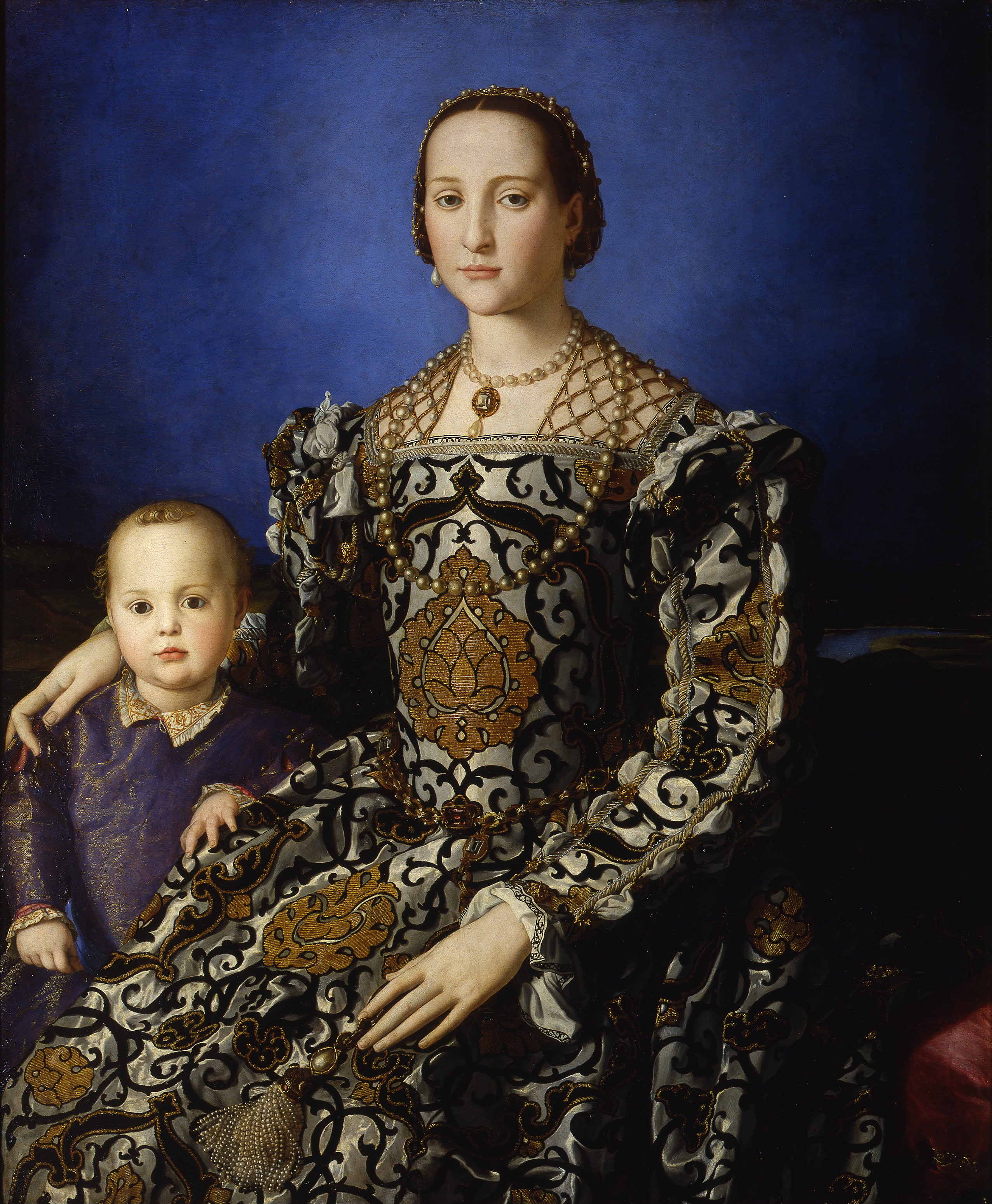
Портрет Элеоноры ди Толедо с сыном Джованни де Медичи. Между 1544 и 1545. Дерево, масло. Уффици, Флоренция

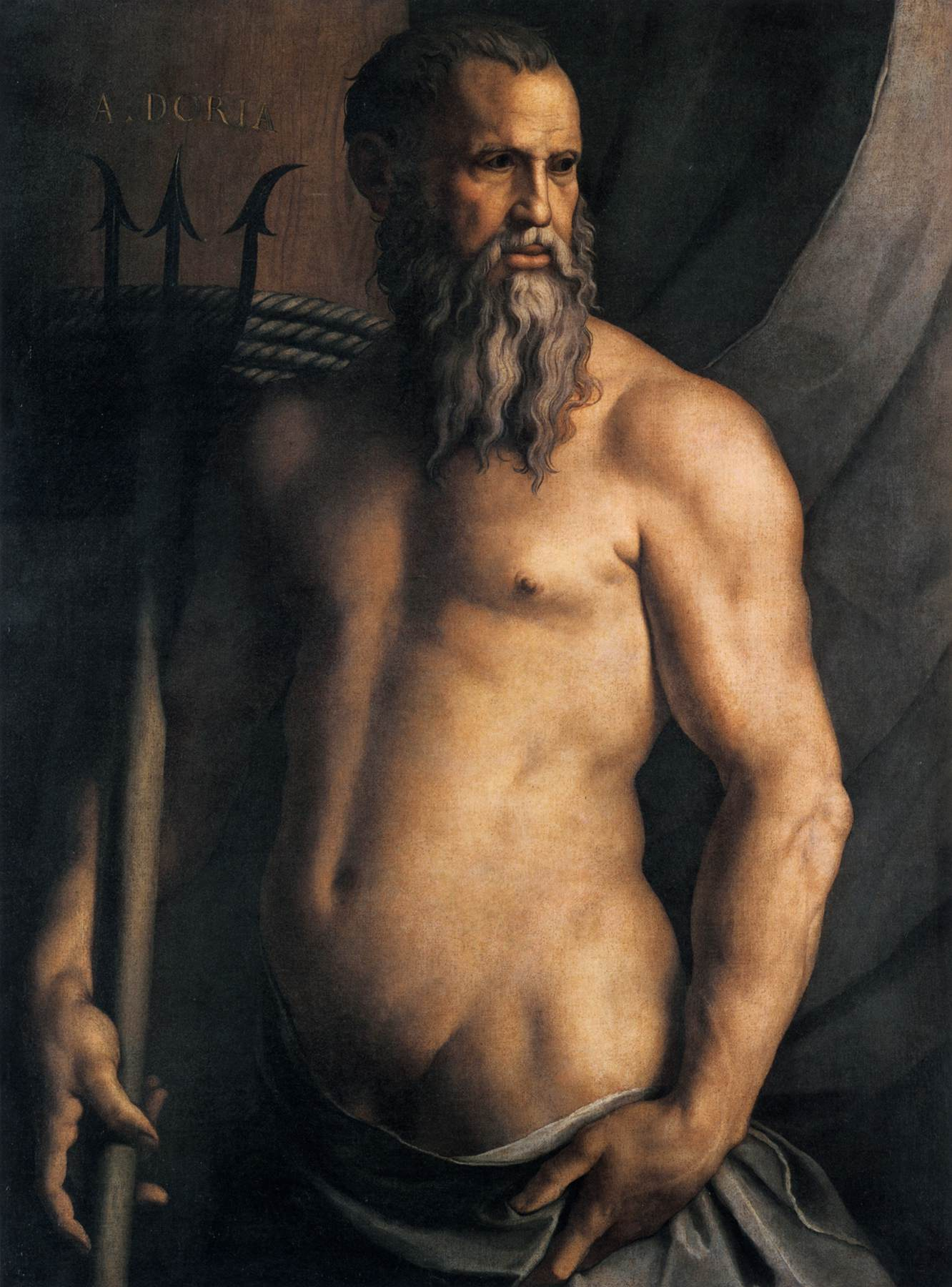
Портрет Андреа Дориа в образе Нептуна. Между 1550 и 1555. Дерево, масло. Пинакотека Брера, Милан

В 1533 году Бронзино переехал из Урбино во Флоренцию ко двору Медичи в качестве придворного художника. Бронзино вошёл в тесный круг интеллектуалов, литераторов и художников, которых собрал вокруг себя тосканский герцог Козимо I Медичи. В 1537 году он вступил в Гильдию Святого Луки и во флорентийскую академию. Во время своего пребывания в Риме в 1546—1547 годах он познакомился с творчеством Микеланджело и многому у него научился. За исключением краткого периода работы в Пизе в 1564—1565 годах всю свою жизнь Бронзино прожил во Флоренции. В его задачи как придворного художника входило оформление праздничных декораций, например, для парадного въезда Элеоноры Толедской во Флоренцию по случаю бракосочетания с Козимо I в 1539 году, которые, однако, не сохранились, как и другие театральные и праздничные декорации, создававшиеся им для Медичи и других аристократических семей Флоренции.
Самые известные работы Бронзино включают серию портретов герцога и герцогини, а также знатных персон их двора, таких как Бартоломео Панчатики и его жены Лукреции. Эти картины, особенно Портрет Лукреции Панчатики, известны тщательным вниманием к деталям костюма, который приобретает собственную индивидуальность. На парном портрете герцогиня изображена со своим вторым сыном Джованни, умершим от малярии в 1562 году вместе с матерью; однако роскошная ткань платья занимает на холсте главное место. Это платье стало даже предметом сплетен и дискуссий. Ходили слухи, что это изысканное платье настолько нравилось герцогине, что в конечном итоге она была в нём похоронена; когда этот миф был развенчан предположили, что, возможно, эта одежда вообще никогда не существовала, а изобретена художником, возможно, по образцу драгоценной ткани.
В 1540—1555 годах Бронзино готовил картоны для шпалерных мастерских Флоренции, среди них — шестнадцать сцен из истории ветхозаветного патриарха Иосифа для Палаццо Веккьо, над которыми он работал вместе с Франческо Сальвиати. На темы его эскизов создавали свои творения Джованни Рост и Николас Кархер.
В это же время Бронзино писал алтарные картины для флорентийских церквей и аллегорические композиции для герцога, наиболее известной из которых является «Аллегория любви», которую герцог с дипломатическими целями передал в подарок французскому королю Франциску I.

## Творческий метод и стиль

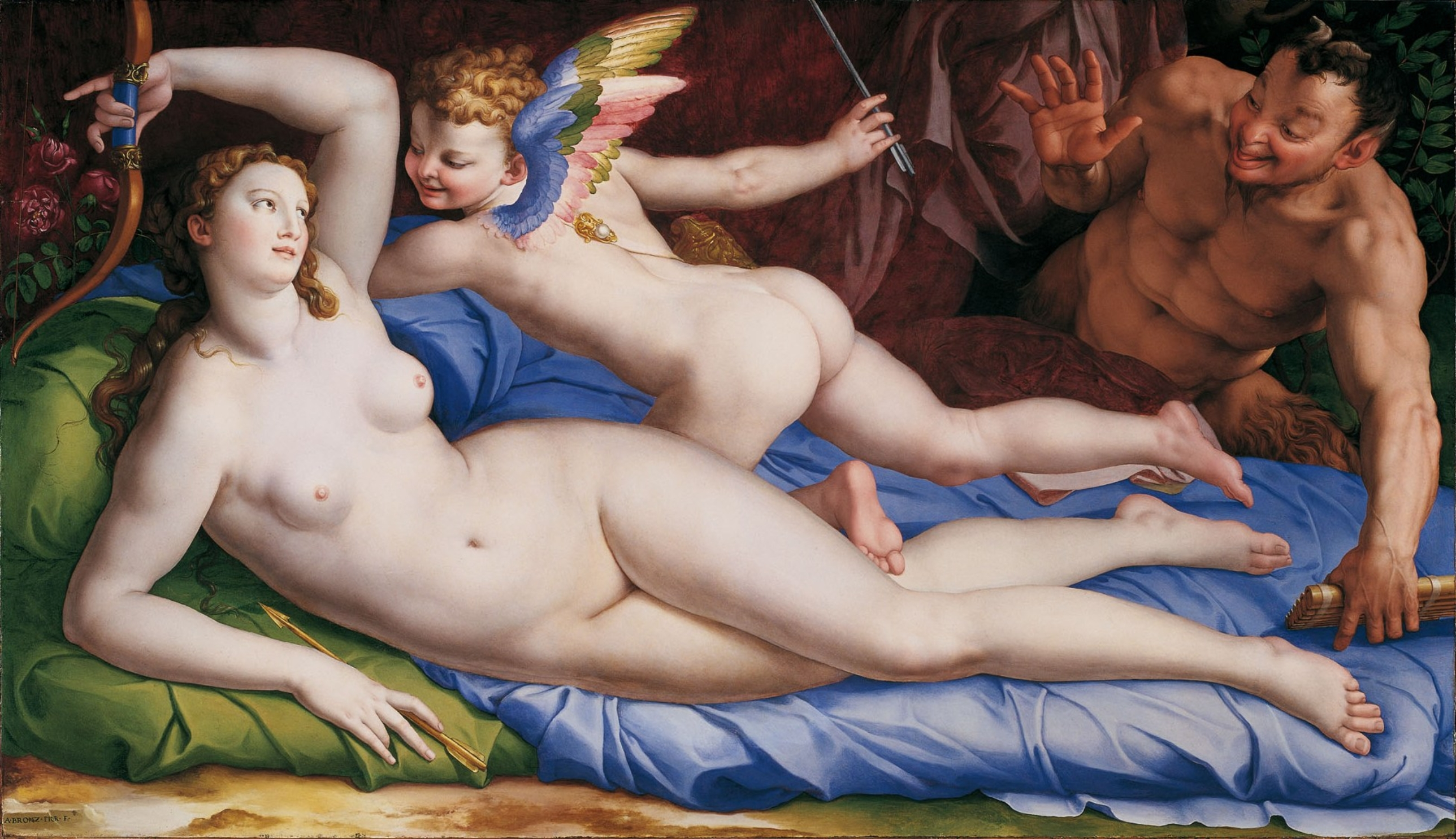
Венера, купидон и сатир. Между 1553 и 1555. Дерево, масло. Палаццо Колонна, Рим

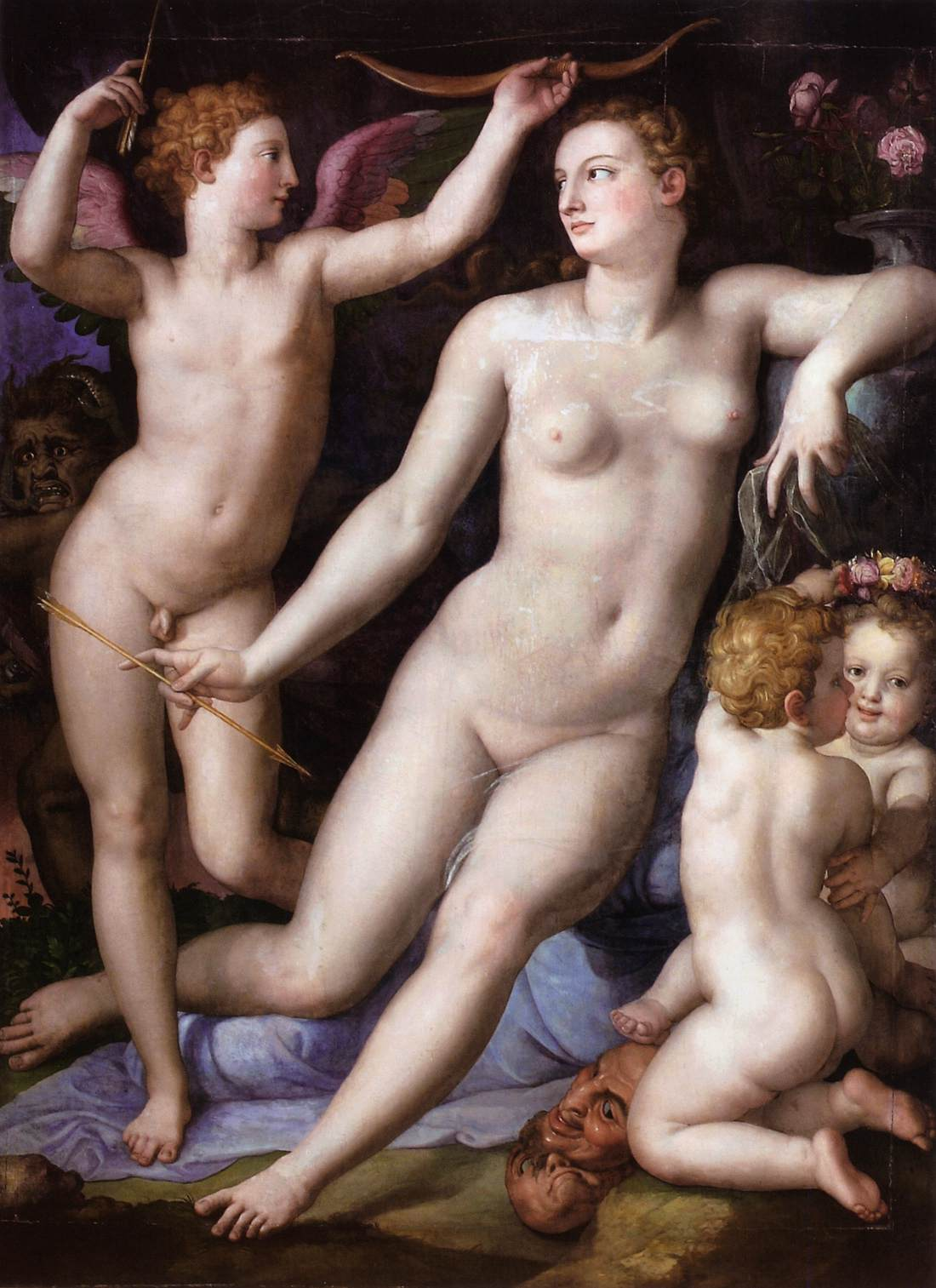
Венера, Амур и Зависть. Между 1548 и 1550. Дерево, масло. Музей изобразительных искусств, Будапешт

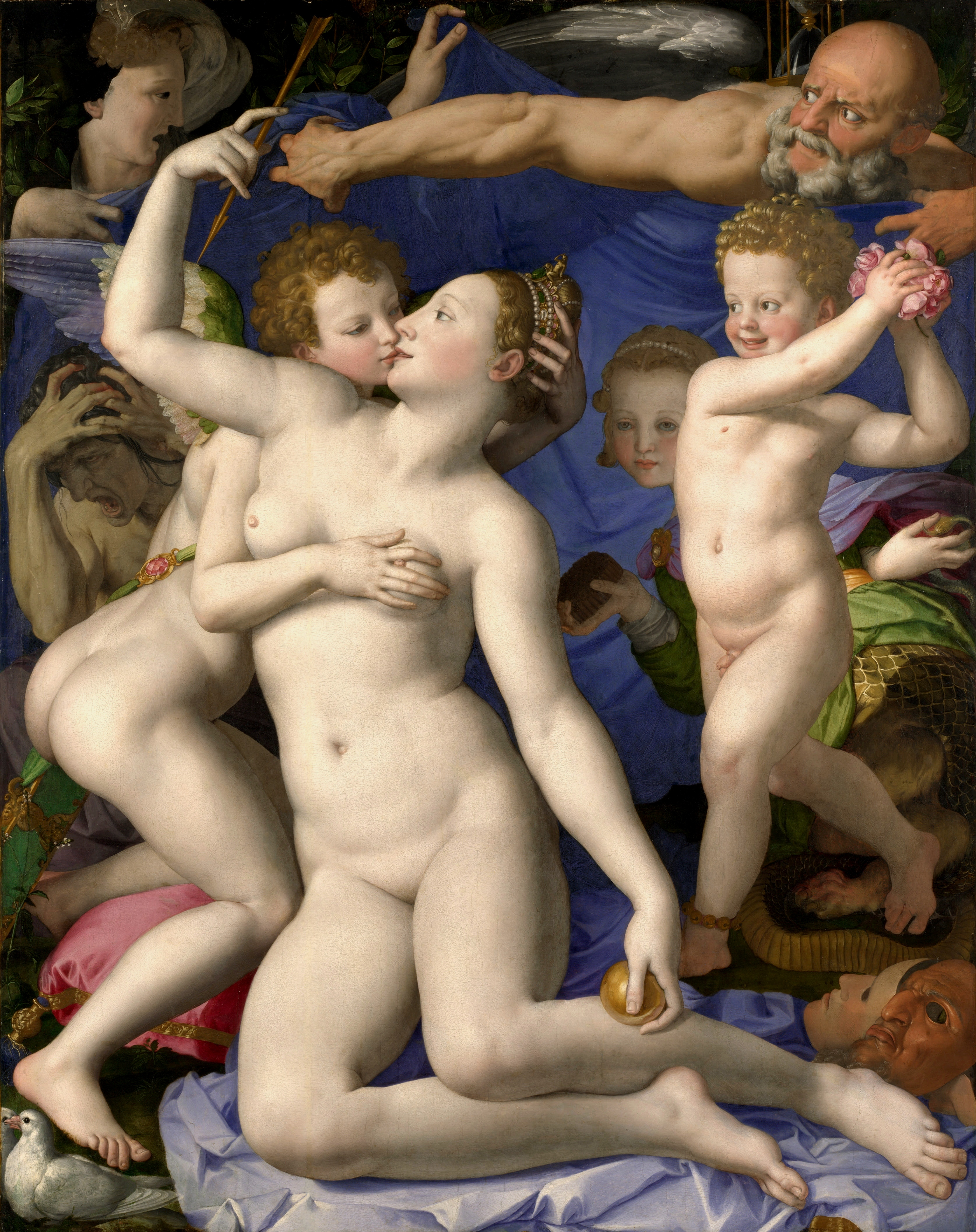
Аллегория с Венерой и Амуром (Триумф Венеры). Ок. 1546. Дерево, масло. Национальная галерея, Лондон

Бронзино писал фрески, алтарные картины, религиозные, аллегорические картины на мифологические сюжеты. Однако настоящую славу художнику в первую очередь принесли портреты. Бронзино создал тип парадно-аристократического портрета, в котором отчуждённая замкнутость образа сочетается с торжественно-бесстрастной неподвижностью, остротой рисунка, холодным колоритом и точностью деталей. Картины Бронзино на религиозные и мифологические темы отличаются сложностью композиции, вычурностью поз и жестов, и часто общим эротическим напряжением.
Индивидуальный стиль Бронзино складывался под определяющим влиянием его учителя Понтормо, ведущего художника первого поколения флорентийского маньеризма, но его элегантные и странно вытянутые фигуры кажутся более спокойными и сдержанными, лишёнными волнения и эмоций, чем те, что свойственны его учителю.

Бронзино создал изящный, типично маньеристичный, изысканный, вычурный и даже несколько болезненный стиль, отчасти основанный на юношеском увлечении творчеством Микеланджело. Стиль живописных произведений Бронзино, главным образом портретов, характерен самодовлеющей декоративной ритмикой контуров, блестящей фактурой, пышной орнаментацией в сочетании с некоторой холодностью цвета
.
Б. Р. Виппер писал, что основные принципы придворно-аристократического портрета «были сформулированы Пармиджанино, но своего полного развития они достигают в творчестве Аньоло Бронзино» и далее отмечал:

Религиозные и мифологические композиции Бронзино отталкивают своей вычурной орнаментальной стилизацией. Напротив, портреты Бронзино невольно приковывают к себе внимание зрителя — настолько холодный, пластически жёсткий, с гладкой, блестящей фактурой живописный стиль мастера кажется соответствующим типу изображённых им людей… Глубокая противоречивость мировосприятия Бронзино находит своё отражение в живописи мастера, сочетающей натуралистическую достоверность деталей с отвлечённым построением целого, иллюзорную осязательность поверхности с отрицанием реальной вещественности материи… С необычайной точностью Бронзино фиксирует на своих портретах сложный узор парчовых одежд, каждую складку шёлковой ткани, с предельной чёткостью моделирует рельеф лица и ямочки на холёных руках. Но узоры и складки ткани не обнаруживают её подлинной вещественности, а лицо и руки модели кажутся подобными не живой плоти, а холодному полированному мрамору. Достоверность оказывается мнимой, превращается в отрицание действительности
.
П. П. Муратов писал о Бронзино более доброжелательно, даже восторженно, называя его «последним из великих флорентийских художников», а портрет Лукреции Панчатики «лучшим из всех, какие написал Бронзино» и «одним из самых совершенных портретов, существующих на свете»:

Гладкой и местами сухой живописи портретов Бронзино свойственная чрезвычайная острота. Рядом с ними кое-что проигрывает, даже более очевидное живописное мастерство Веласкеса. Любопытно, что художник не остановился на той мере холода и сухости, которая выражена в портретах Панчатики. В этой же комнате Уффиций находятся несколько его портретов, написанных иной манерой, — герцогиня Элеонора с сыном, инфанты, неизвестная с молитвенником. Здесь живопись Бронзино становится совершенно фарфоровой, краски сияют холодным блеском эмали. Лица стали также фарфоровыми и неживыми, под кожей не чувствуется биения крови. Но как пленительна всё-таки красота этих портретов! Узоры на платье Элеоноры предвосхищают великолепие севрского фарфора. Лиловато-голубой кафтанчик её маленького сына удивительно сияет на сине-голубом эмалевом фоне. И, однако, в этой парадности нет истинного спокойствия, — в лице мальчика, особенно в расстановке глаз, вдруг выступает нервный трепет Бронзино… В истории портрета Бронзино занимает важное место. С него начинается вторая эра портретной живописи, эра придворного портрета. Она кончилась, чтобы уступить своё место новой эпохе, лишь вместе с портретами Давида
.
Картины Бронзино, как правило, имеют сложный символический подтекст, часто не поддающийся расшифровке, но также очевидные отсылки к произведениям художников предшествующего поколения. Так, например, в одной из его последних фресок под названием «Мученичество Святого Лаврентия» (базилика Сан-Лоренцо, 1569) почти каждая из фигур с манерными и вычурными позами, всё же восходит к Рафаэлю или Микеланджело, которого Бронзино боготворил. Мастерство Бронзино с изображением обнажённой натуры ещё более загадочно. В его самой знаменитой картине «Аллегория с Венерой и Амуром» (другие названия: «Триумф Венеры», или «Венера, Купидон, Безрассудство и Время») под предлогом морализующей аллегории воплощён откровенный эротизм поз и движений. Эротический характер обнажённых мужских портретов и фигур, а также гомоэротические отсылки в его стихах, заставляют исследователей творчества художника поверить в то, что Бронзино был гомосексуалистом.
Так называемые «аллегорические портреты» Бронзино, например портрет генуэзского адмирала «Андреа Дориа в образе Нептуна», менее типичны, но, возможно, даже более показательны в отношении творческого метода художника по причине изображения официальной личности в обнажённом виде как мифологической фигуры. Наконец, Бронзино был не только придворным художником, но и поэтом, автором личных, интимных портретов, таких как портрет его подруги, поэтессы Лауры Баттиферри.
Произведения Бронзино в последующие века находили холодными, вычурными и надуманными, а его репутация пострадала из-за общей критики течения маньеризма в конце XIX — начале XX века. В последующие десятилетия его искусство подвергалось переоценке. Многие произведения Бронзино хранятся в галере Уффици во Флоренции, другие — в Национальной галерее в Лондоне и других музеях.
Учениками Бронзино были Алессандро Аллори, Аурелио Ломи.

## Галерея

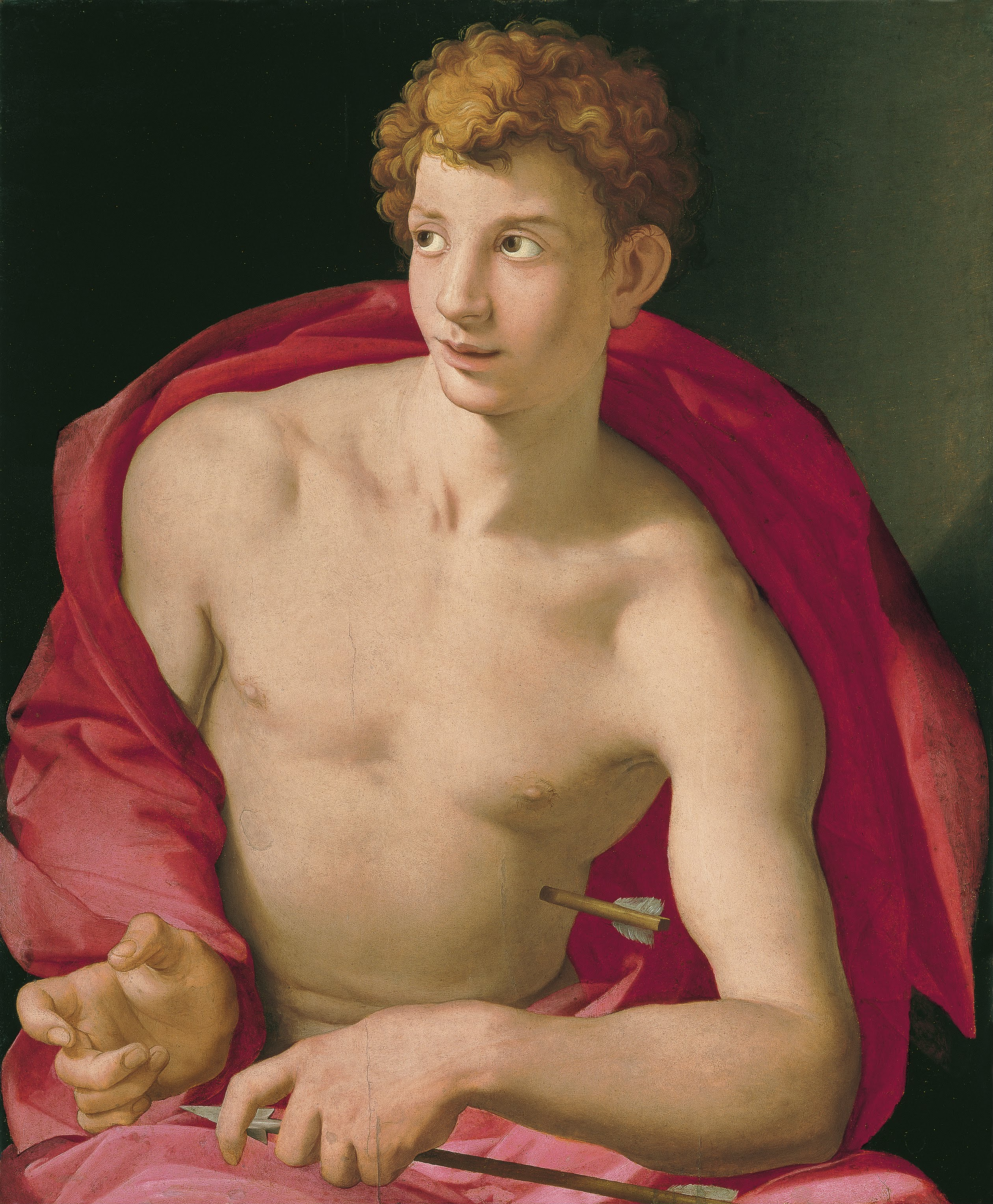
Святой Себастьян. Ок. 1533. Дерево, масло. Музей Тиссена-Борнемисы, Мадрид
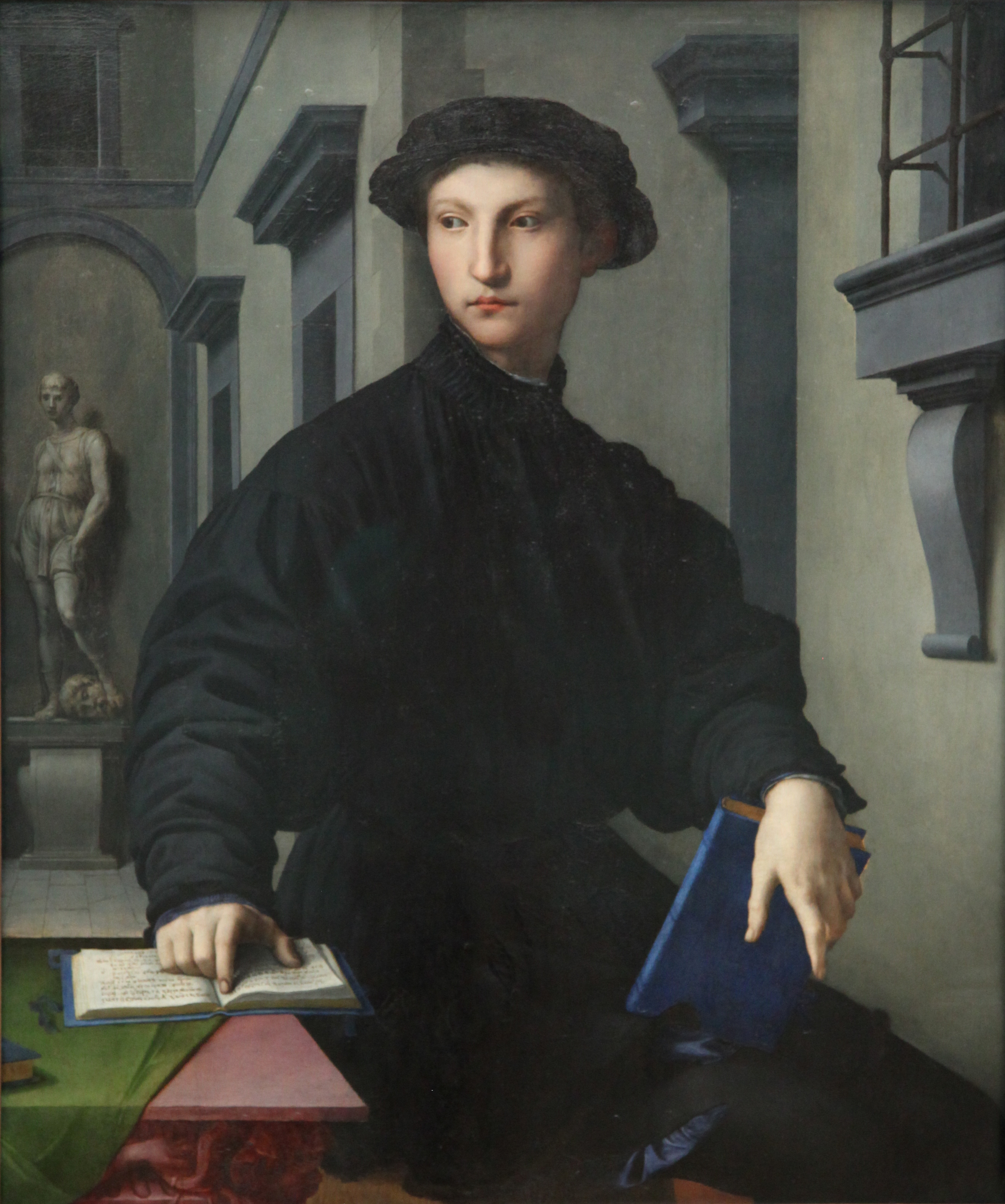
Портрет Уголино Мартелли. 1540. Дерево, масло. Берлинская картинная галерея
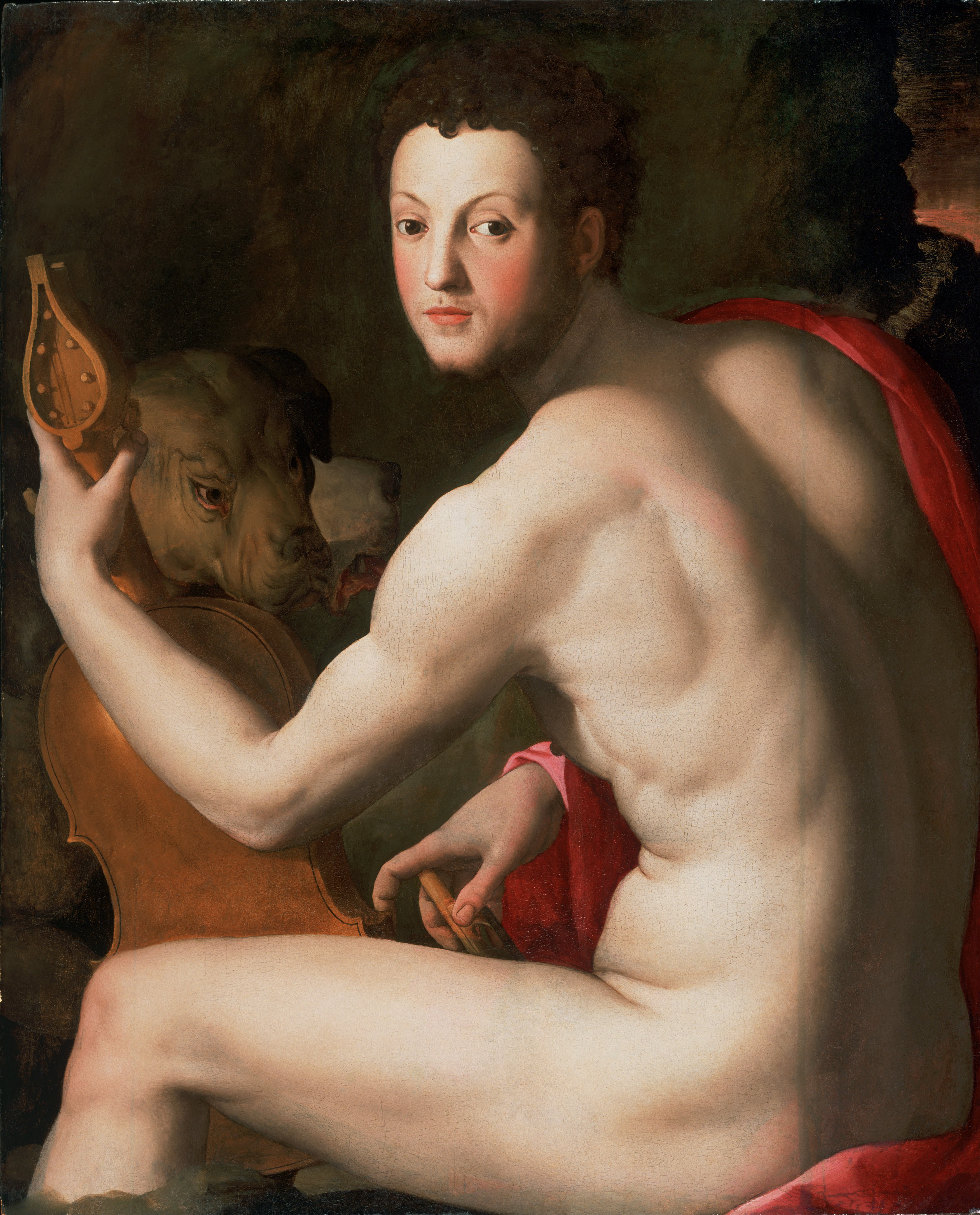
Портрет Козимо I де Медичи в образе Орфея. Между 1537 и 1539. Дерево, масло. Художественный музей Филадельфии, Пенсильвания, США
Молодая женщина с мальчиком. Ок. 1540. Дерево, масло. Национальная галерея искусства, Вашингтон
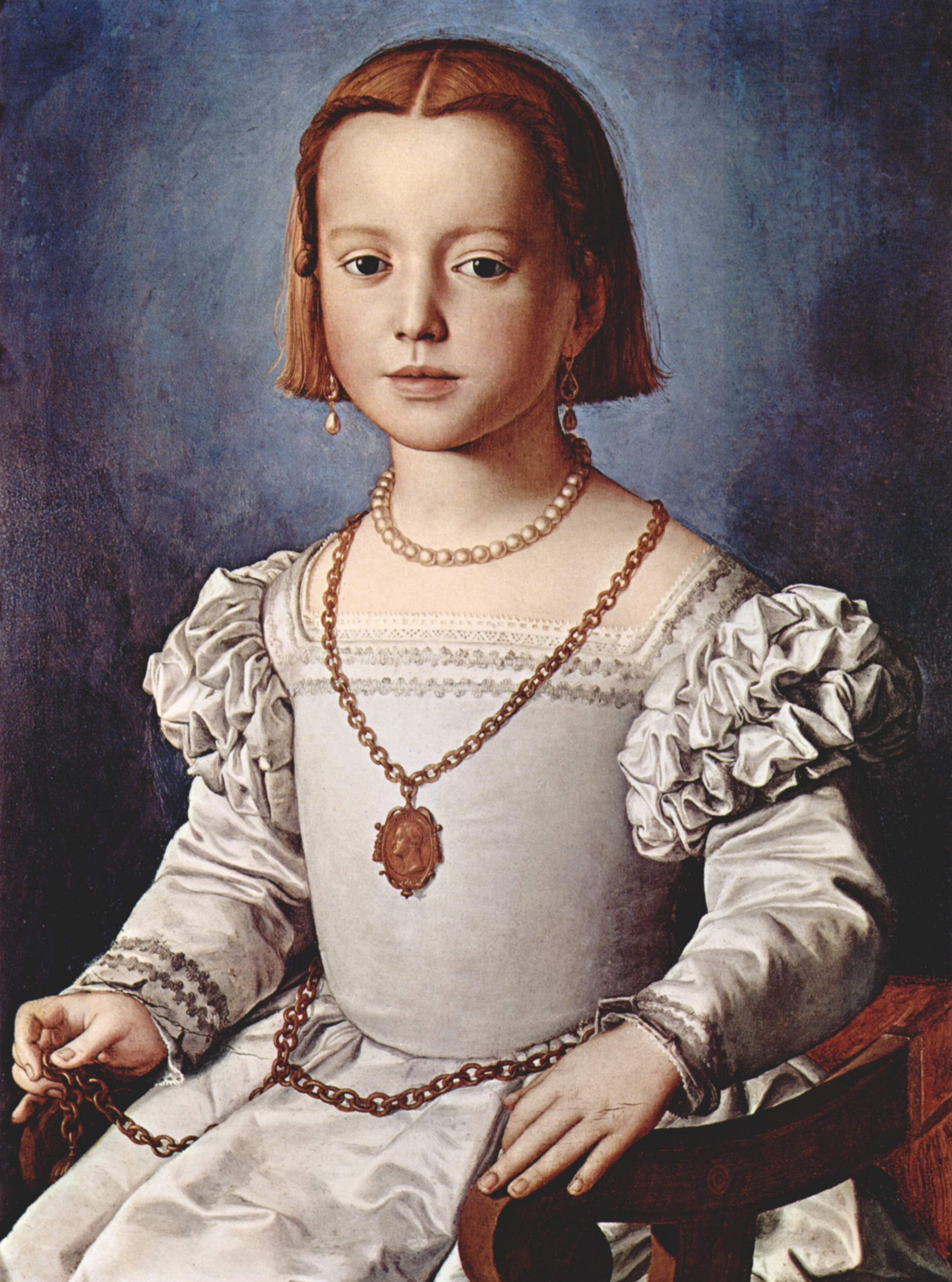
Портрет Биа де Медичи, дочери Козимо I, умершей в пятилетнем возрасте. Между 1542 и 1545. Дерево, масло. Уффици, Флоренция
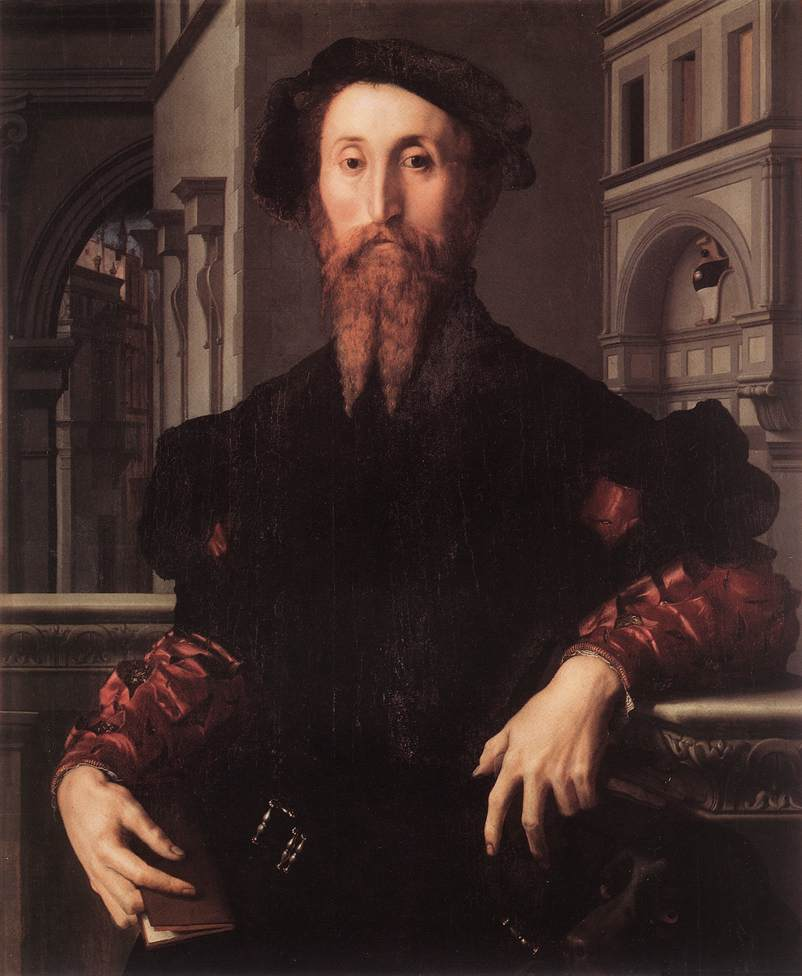
Портрет Бартоломео Панчатики. Ок. 1540. Дерево, масло. Уффици, Флоренция
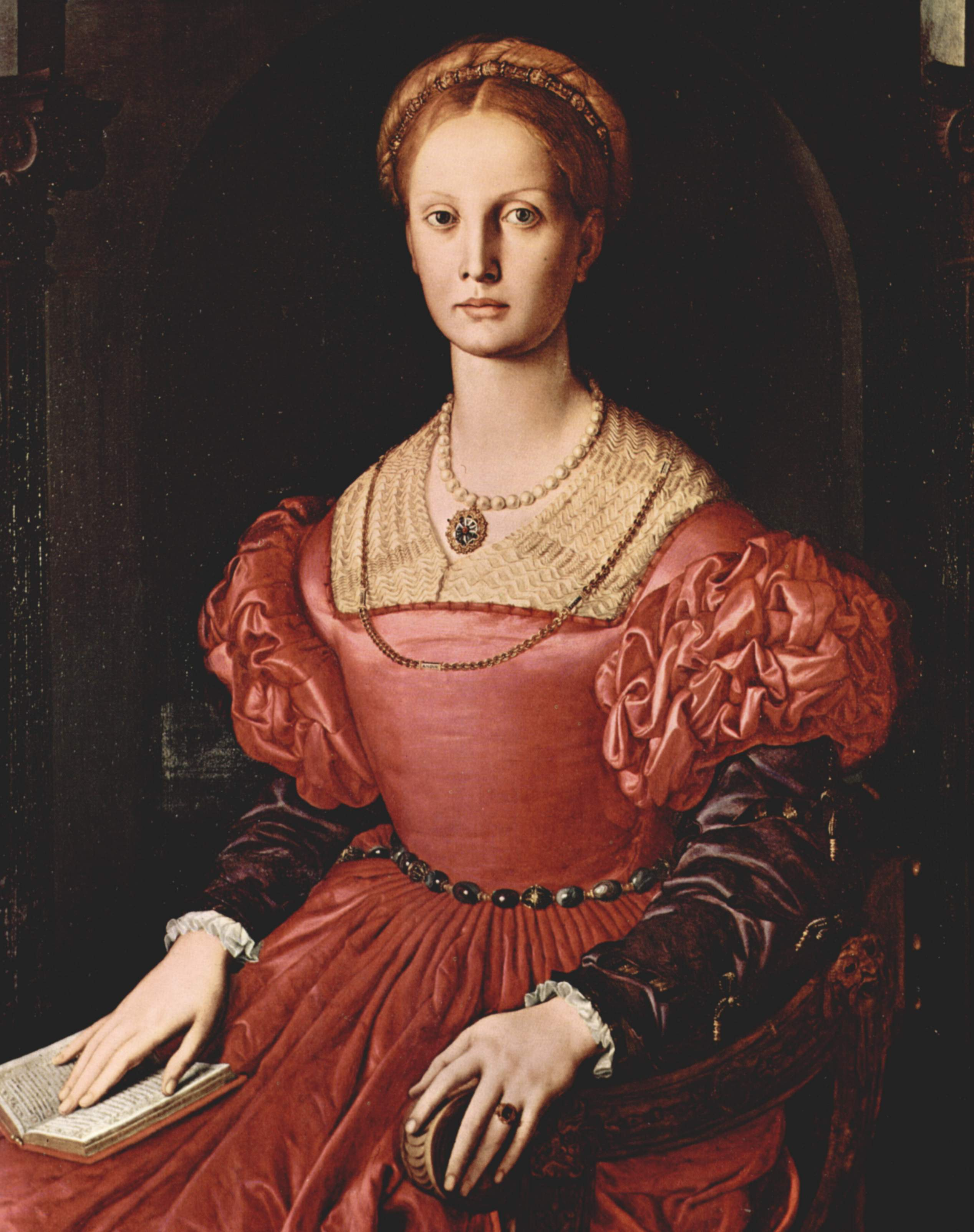
Лукреция Панчатики. Ок. 1540. Дерево, масло. Уффици, Флоренция
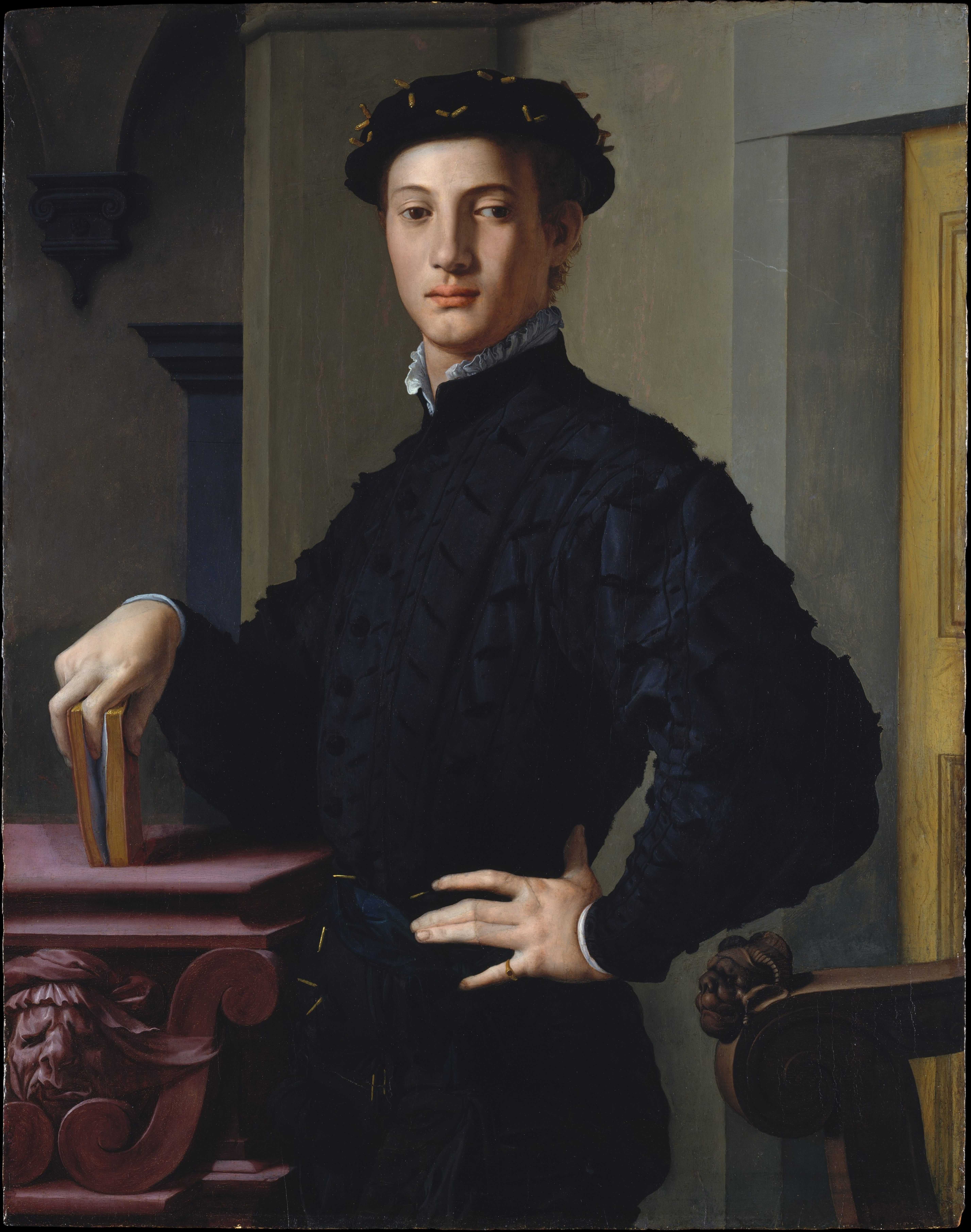
Молодой человек с книгой. Между 1535 и 1540. Дерево, масло. Метрополитен-музей, Нью-Йорк
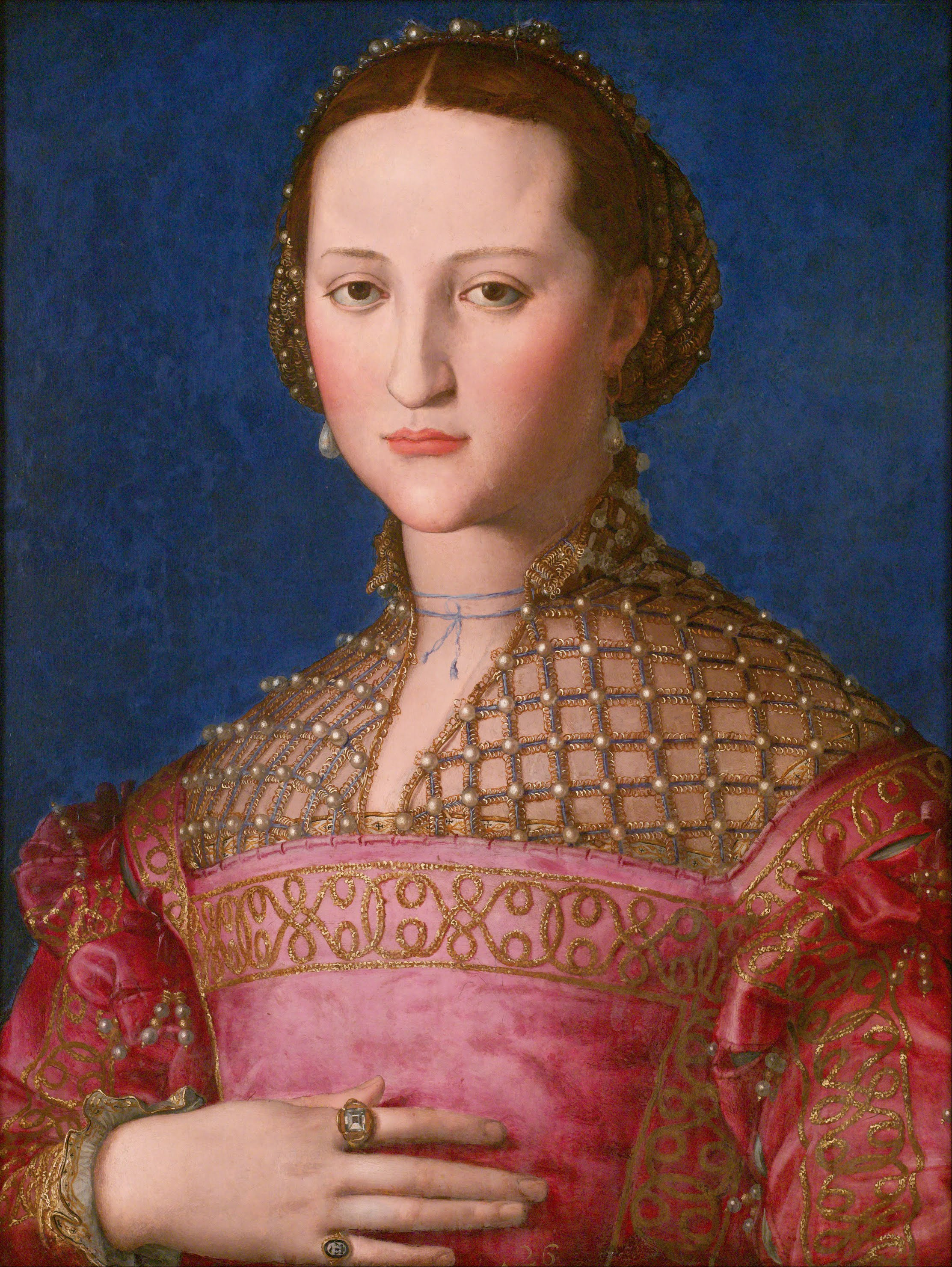
Элеонора Толедская. Ок. 1545. Дерево, масло. Национальная галерея, Прага
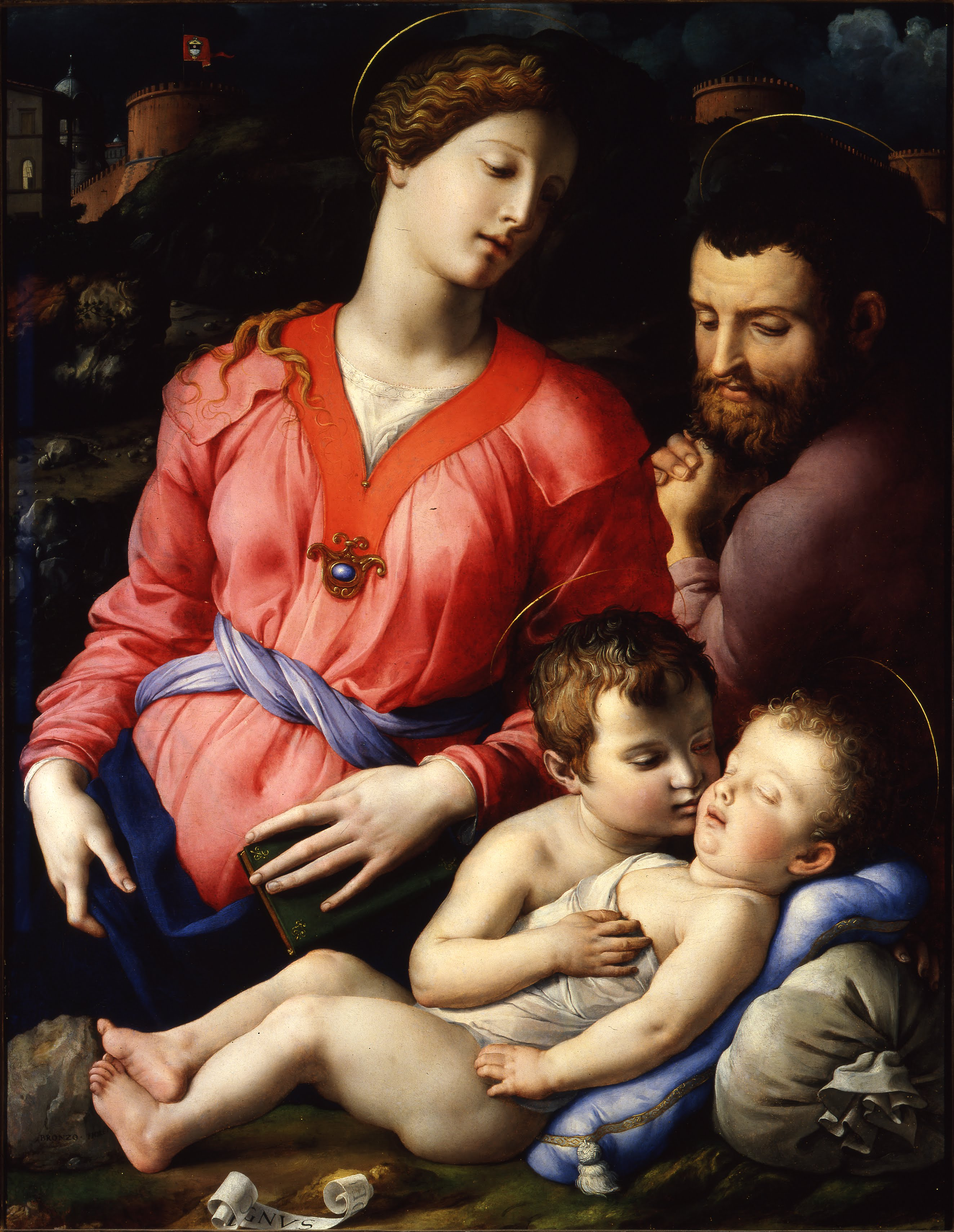
«Святое Семейство Панчатики». Ок. 1530. Дерево, масло. Уффици, Флоренция
Портрет Козимо I Медичи в доспехах. Между 1543 и 1545. Дерево, масло. Уффици, Флоренция
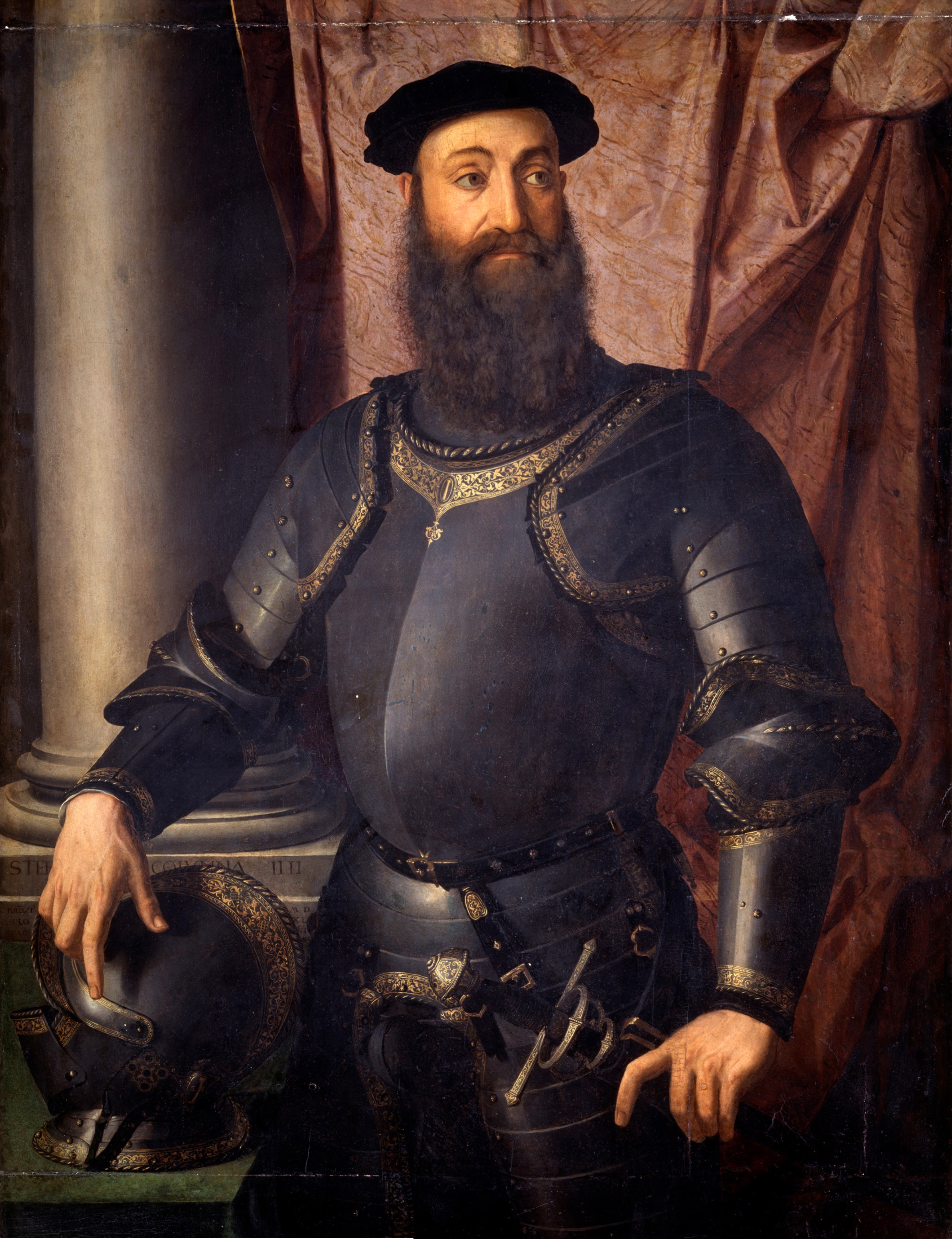
Стефано IV Колонна. 1546. Дерево, темпера. Палаццо Барберини, Рим
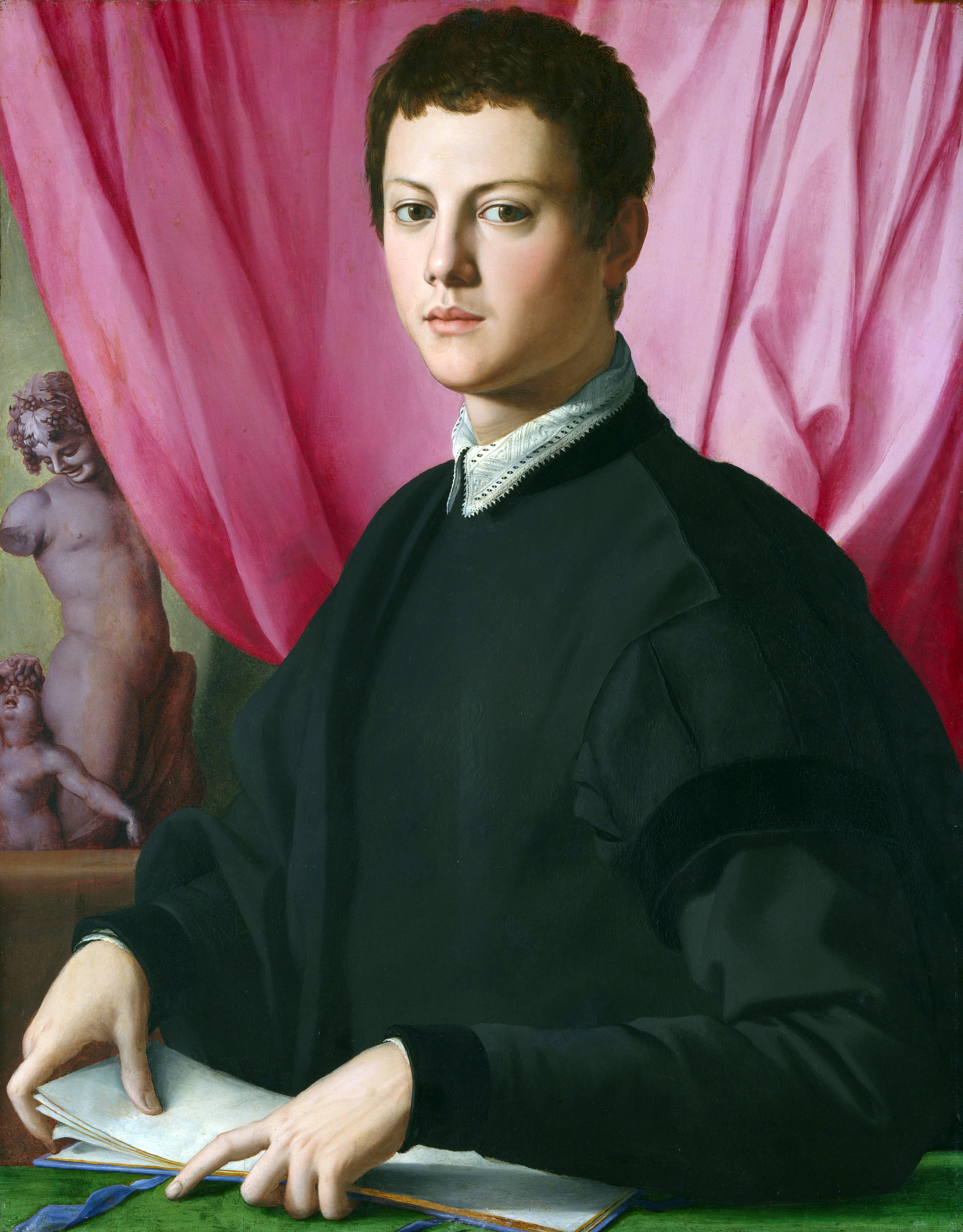
Портрет молодого человека. Между 1550 и 1555. Дерево, масло. Национальная галерея, Лондон
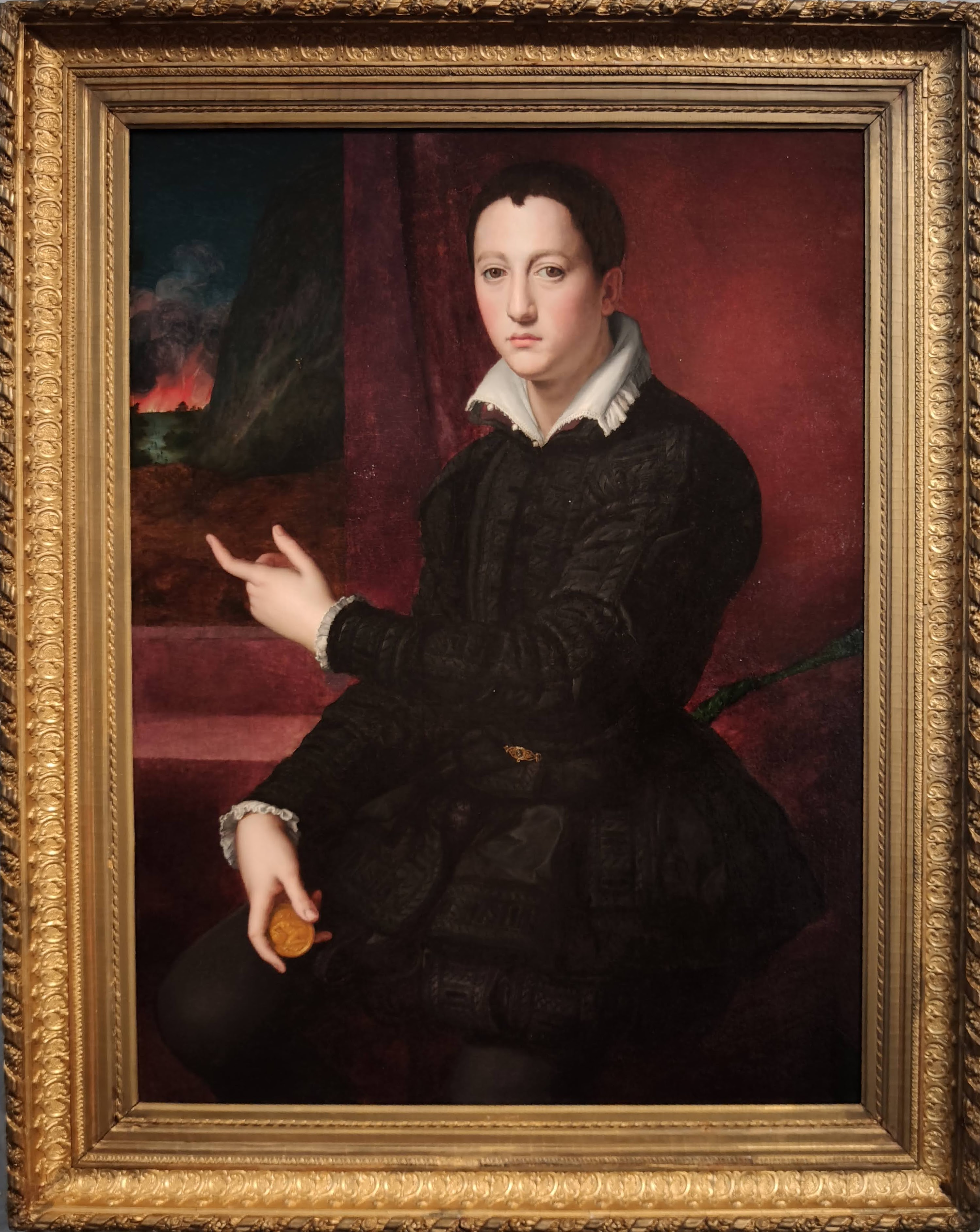
Портрет Козимо I Медичи 1537. Государственный Эрмитаж, Санкт-Петербург